# Wahlen zum Repräsentantenhaus der Vereinigten Staaten 1958
Bei den Wahlen zum Repräsentantenhaus der Vereinigten Staaten 1958 wurden am 4. November 1958 die Abgeordneten des Repräsentantenhauses gewählt. Im Bundesstaat Maine fanden die Wahlen bereits am 8. September statt. Die Wahlen waren Teil der allgemeinen Wahlen zum 86. Kongress der Vereinigten Staaten in jenem Jahr, bei denen auch ein Drittel der US-Senatoren gewählt wurden. Da die Wahlen etwa in der Mitte der zweiten Amtszeit des Republikanischen Präsidenten Dwight D. Eisenhower stattfanden (Midterm Election), galten sie auch als Votum über die bisherige Politik des Präsidenten.
Zum Zeitpunkt der Wahlen bestanden die Vereinigten Staaten aus 48 Bundesstaaten. Allerdings wurde bereits ein Abgeordneter (Ralph Julian Rivers)(Demokrat) aus Alaska gewählt. Dieser Staat trat mit dem Beginn der Legislaturperiode am 3. Januar 1959 der Union bei und wurde ab diesem Zeitpunkt im Kongress vertreten. Somit wurde bei der Wahl bereits in 49 Bundesstaaten gewählt, auch wenn Alaska noch nicht offiziell diesen Status hatte. Die Zahl der zu wählenden Abgeordneten war damit 436. (Eine Anpassung der Abgeordnetenzahl auf die reguläre Zahl von 435 erfolgte erst mit den Wahlen des Jahres 1962). Die Sitzverteilung basierte auf der Volkszählung von 1950.
Die Wahlen brachten deutliche Gewinne für die Demokraten. Sie gewannen 48 Sitze hinzu und konnten damit ihre absolute Mehrheit deutlich ausbauen. Entsprechend verloren die Republikaner 48 Sitze. Damit saßen im neu gewählten Repräsentantenhaus 282 Demokraten 153 Republikanern gegenüber. Der Grund für den Zugewinn der Demokraten war eine Wirtschaftskrise, die die Wähler der Republikanisch geführten Bundesregierung anlasteten. Außerdem spielten Aspekte des Kalten Krieges eine Rolle. Darüber hinaus wurden der Bundesregierung Versäumnisse bei der Weltraumpolitik vorgeworfen, vor allem nach den seit 1957 laufenden sowjetischen Sputnik Aktivitäten.
Vor allem in den Südstaaten knüpften Gesetze das Wahlrecht an ein bestimmtes Mindest-Steueraufkommen. Dadurch wurden ärmere Weiße, vor allem aber viele Afro-Amerikaner vom Wahlrecht ausgeschlossen. Diese Einschränkungen galten bis zur Verabschiedung des 24. Zusatzartikel zur Verfassung der Vereinigten Staaten im Jahr 1964.

## Wahlergebnis
- Demokratische Partei 282 (234) Sitze
- Republikanische Partei 153 (201) Sitze
- Sonstige: 1 (0)

Gesamt: 436 (435)
In Klammern sind die Ergebnisse der letzten Wahl zwei Jahre zuvor. Veränderungen im Verlauf der Legislaturperiode, die nicht die Wahlen an sich betreffen, sind bei diesen Zahlen nicht berücksichtigt, werden aber im Artikel über den 86. Kongress im Abschnitt über die Mitglieder des Repräsentantenhauses bei den entsprechenden Namen der Abgeordneten vermerkt. Das Gleiche gilt für Wahlen in Staaten, die erst nach dem Beginn der Legislaturperiode der Union beitraten. Daher kommt es in den Quellen gelegentlich zu unterschiedlichen Angaben, da manchmal Veränderungen während der Legislaturperiode in die Zahlen eingearbeitet wurden und manchmal nicht.

## Weblink
- Party Divisions